# Рожь «памяти Кунакбаева»
Рожь «памяти  Кунакбаева» — сорт ржи.

## Происхождение
Сорт создан методом формирования сложной синтетической популяции за счет лучших биотипов разноэкологических гибридов и многократных отборов. В его создании участвовало более 20 сортов и образцов. Основой служили сорта Чулпан, Чулпан 3, Чулпан 7, Популяция АЦ, Популяция БС, которые скрещивались с крупнозерными сортами Саратовская 5, Новозыбковская 150, Безенчукская 87, Харьковская 88; высокозимостойкими — Короткостебельная 69, Мининская; устойчивыми к различным заболеваниям — Кировская 89, Борьба, Таловская 29 и сортом, обладающим высокими технологическими качествами зерна — сорт Альфа.
Оригинатор и патентообладатель: ГНУ Башкирский НИИСХ Россельхозакадемии.
Авторы сорта: Н. И. Лещенко, В. А. Мызгаева, А. Х. Шакирзянов, А. И. Юсупова, С. А. Кунакбаев, Н. А. Гафарова, Н. В. Колесникова, Д. Ф. Нуриахметов.

## Характеристики сорта
Высота растений — 90—135 см, на 2—3 см ниже стандарта Чулпан 7. Стебель сорта прочный, эластичный, устойчив к полеганию. Колос сорта в основном веретеновидный, реже призматический, средней длины, выше средней плотности с сильным восковым налётом.
Ости средней длины, полуприжатые, упругие, жёлтые. Зерно полуоткрытое, удлиненное или удлиненно-овальное, средней крупности.
По устойчивости к полеганию находится на уровне стандарта.
Характеризуется высокой зимостойкостью и продуктивностью, хорошей засухоустойчивостью.
Средняя урожайность его в станционном испытании составила 5,36 т/га, что выше стандарта на 0,44 т/га. Максимальная урожайность — 6,39 т/га.

## Распространение
Сорт ржи Памяти Кунакбаева включен с 2010 года в Государственный реестр селекционных достижений по четырем регионам РФ, включая РБ.